# Ossu (Verwaltungsamt)
| \| \| |
|       |

|  |

Ossu ist ein osttimoresisches Verwaltungsamt (portugiesisch Posto Administrativo) in der Gemeinde Viqueque. Der Verwaltungssitz befindet sich im Ort Ossu.

## Geographie

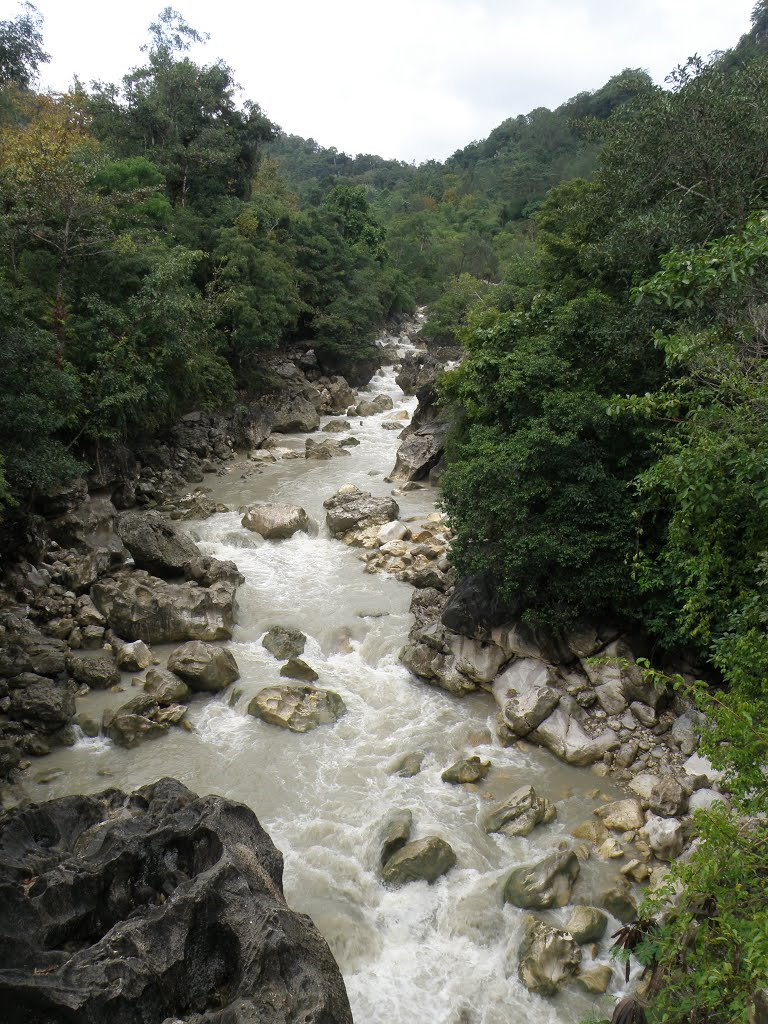
Der Cuha an der Grenze zwischen Ossu de Cima und Loi-Huno

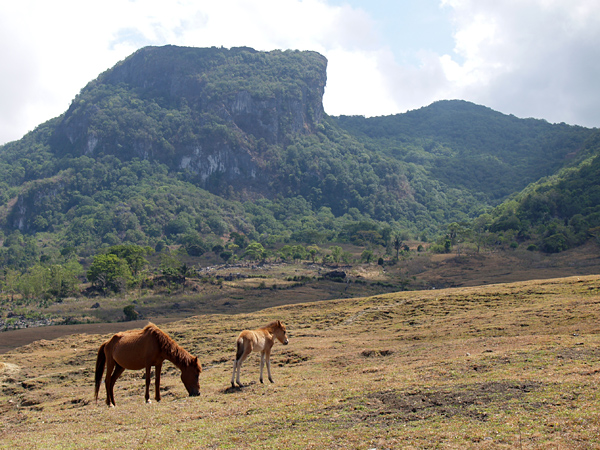
Timor-Ponys nahe dem Mundo Perdido

Bis 2014 wurden die Verwaltungsämter noch als Subdistrikte bezeichnet.
Das Verwaltungsamt Ossu liegt im Norden der Gemeinde Viqueque. Im Westen trennt Ossu ein schmaler Korridor des Verwaltungsamts Viqueque vom Verwaltungsamt Lacluta. Viqueque ist auch der südliche Nachbar, während im Osten das Verwaltungsamt Uato-Lari liegt. Im Norden grenzt Ossu an die Gemeinde Baucau. Vor der Gebietsreform 2015 hatte Ossu eine Fläche von 427,17 km². Nun sind es 403,66 km². Vom Suco Uaibobo wurde der nördliche Teil an die Gemeinde Baucau abgegeben.
Bis 2017 teilte sich Ossu in neun Sucos: Builale (Builalae), Liaruca, Loi-Huno (Loihuno, Luihuno), Nahareca, Ossorua (Ossoroa), Ossu de Cima (Ossu de Sima), Uabubo, Uaguia (Uagia) und Uaibobo. 2017 wurde von Ossorua der neue Suco Builo abgetrennt.
Höchster Berg im Verwaltungsamt ist der Monte Mundo Perdido mit 1763 m. Er gehört wie große Gebiete des Verwaltungsamts zu einer Important Bird Area, mit einer Reihe seltener Vogelarten, aber auch anderer Tiere und seltener Orchideen. Weitere Gipfel sind der Laritame mit 1394 m und, östlich des Ortes Ossorua, der Builo mit 1234 m Höhe. Im Norden entspringen die Quellflüsse des Seiçal und im Süden jene des Cuha und des Tuco. Die jährliche Regenmenge in Ossu beträgt 1956 mm. An den höher gelegenen Hängen der Berge sind es etwa 2500 bis 3000 mm, wobei zusätzlich eine hohe Luftfeuchtigkeit besteht.
In der Umgebung von Ossu gibt es mindestens fünf Höhlen. In der Felsspalte von Kaisahe lebt eine Kolonie von Flughunden. Die Spalte reicht bis in 30 Meter Tiefe, wo sie zu einem kleinen, etwa 25 Meter langen horizontalen Gang wird, die dann endet. Der Erdfall Lunaha Mana ist ein acht Meter breiter und 18 Meter tiefer Schacht, der an mehreren Engstellen dann weiter herabführt, bis in 40 Meter Tiefe sich ein größerer Tunnel öffnet, der sich weiter in die Tiefe schlängelt.

Klimadaten
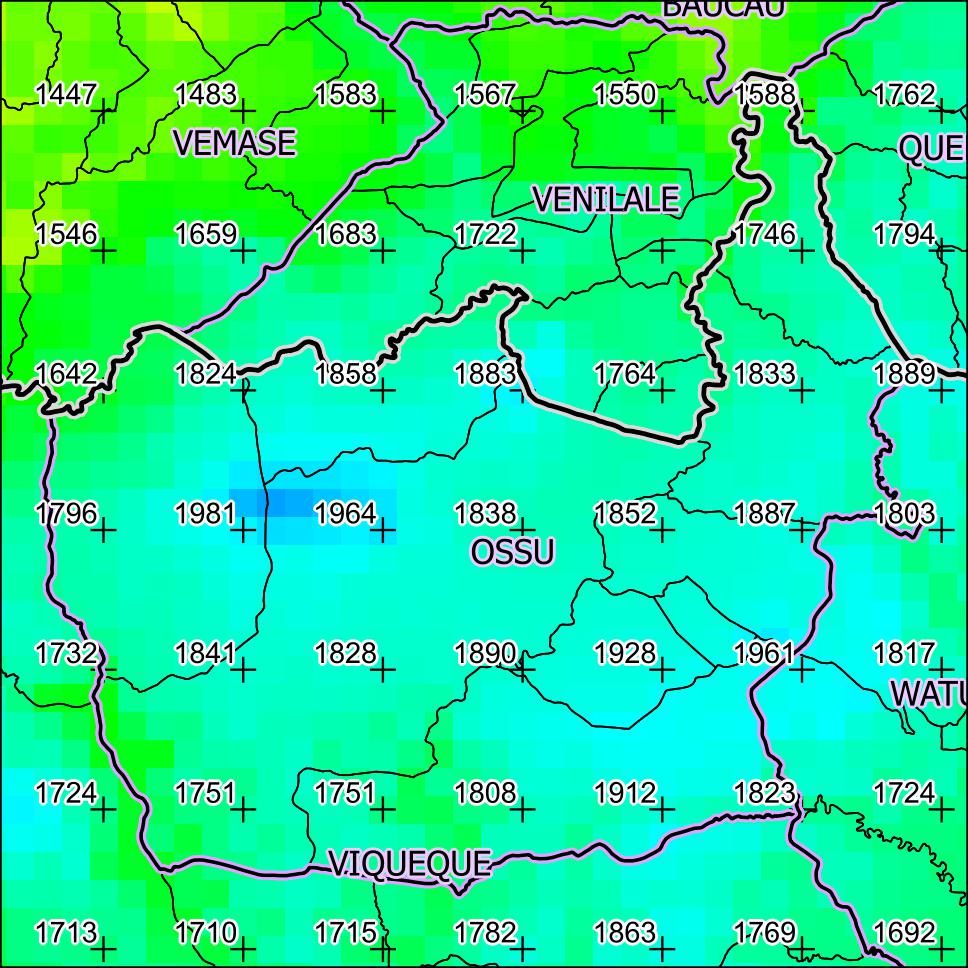
Jährliche Niederschlagsmenge (2000)
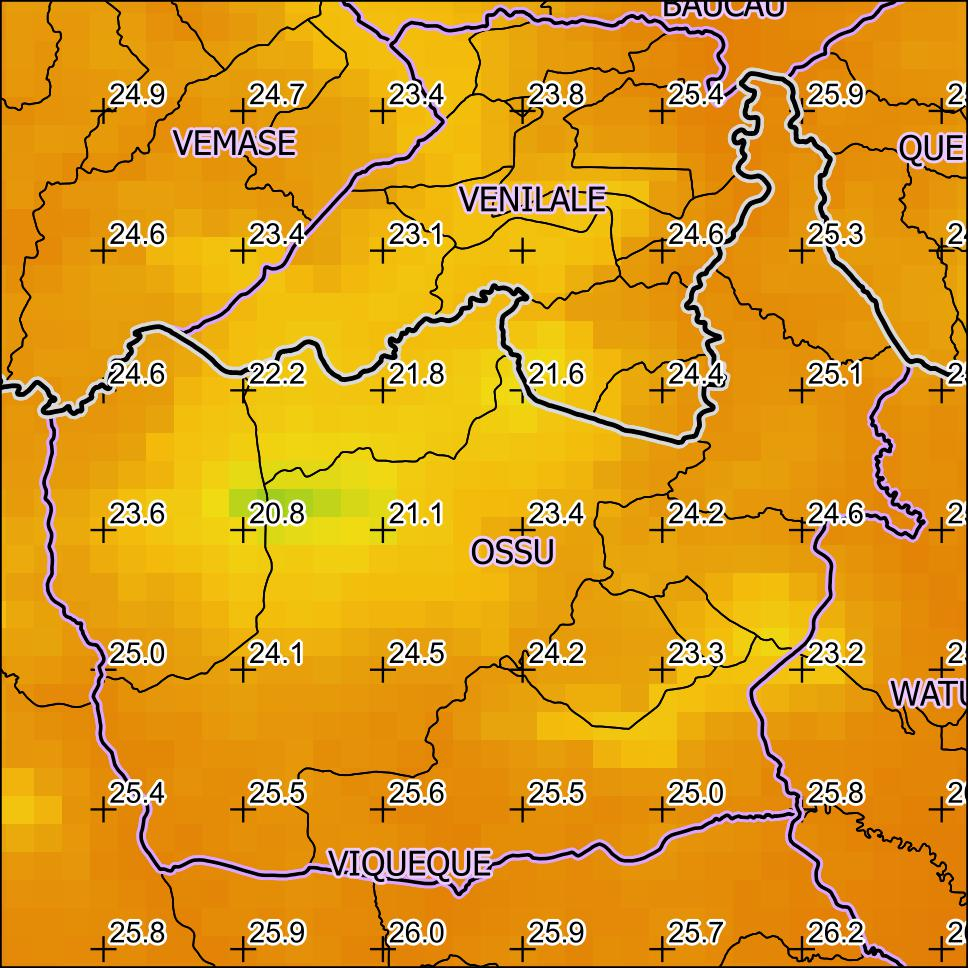
Jahresdurchschnitts-temperatur (2000)

## Einwohner

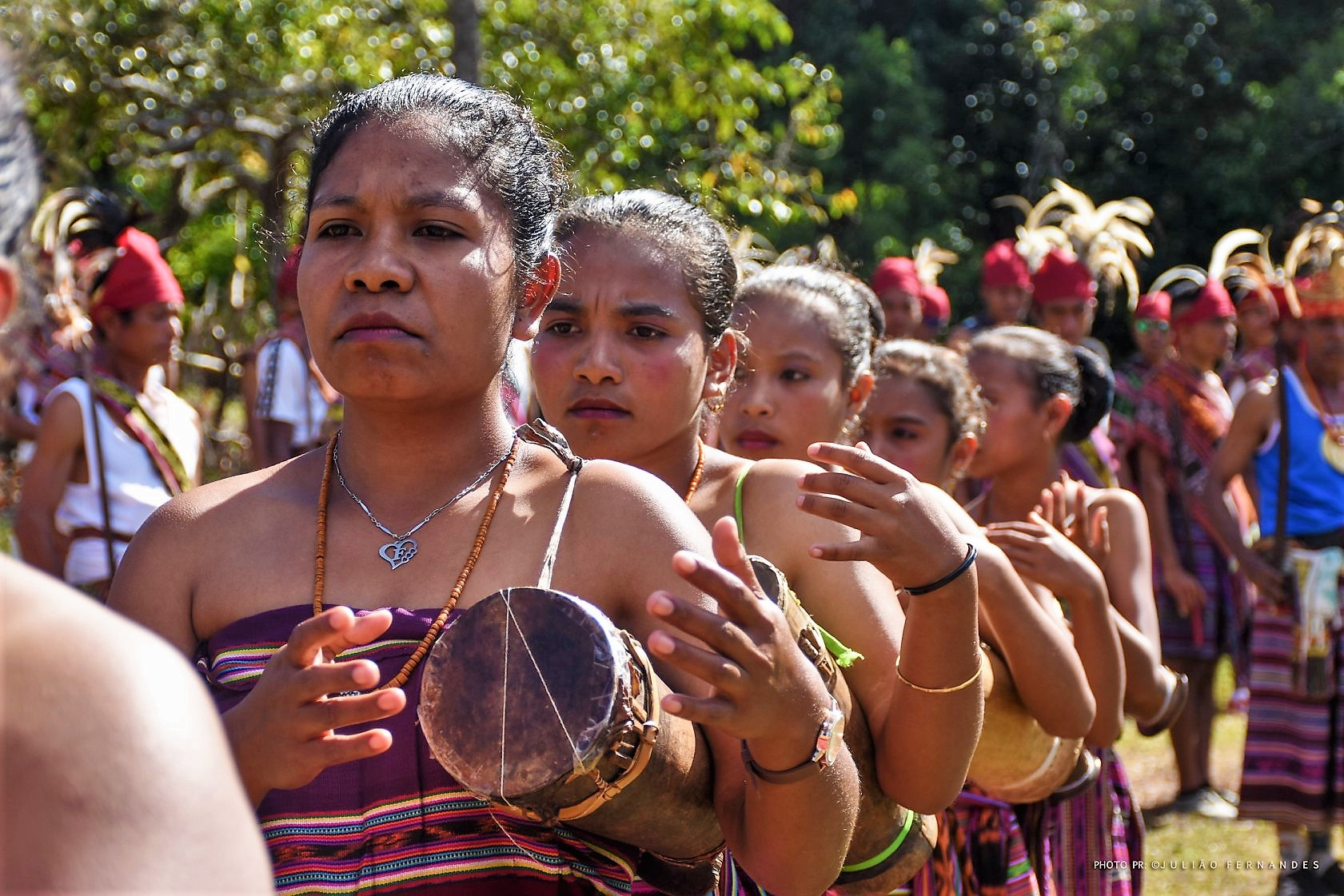
Frauen in Uabubo

In Ossu leben 18.787 Menschen (2022), davon sind 9.431 Männer und 9.356 Frauen. Im Verwaltungsamt gibt es 3.857 Haushalte. Die größte Sprachgruppe bilden die Sprecher der Nationalsprache Makasae, aber auch Midiki, das zu den Kawaimina-Sprachen gehört, wird in Ossu gesprochen. Die Midiki-Sprecher nennen ihre Sprache hier Osomoko (Oso Moko). Im Süden spricht man das östliche Tetum. Der Altersdurchschnitt beträgt 18,6 Jahre (2010, 2004: 19,2 Jahre).

## Geschichte

### Früh- und Kolonialzeit

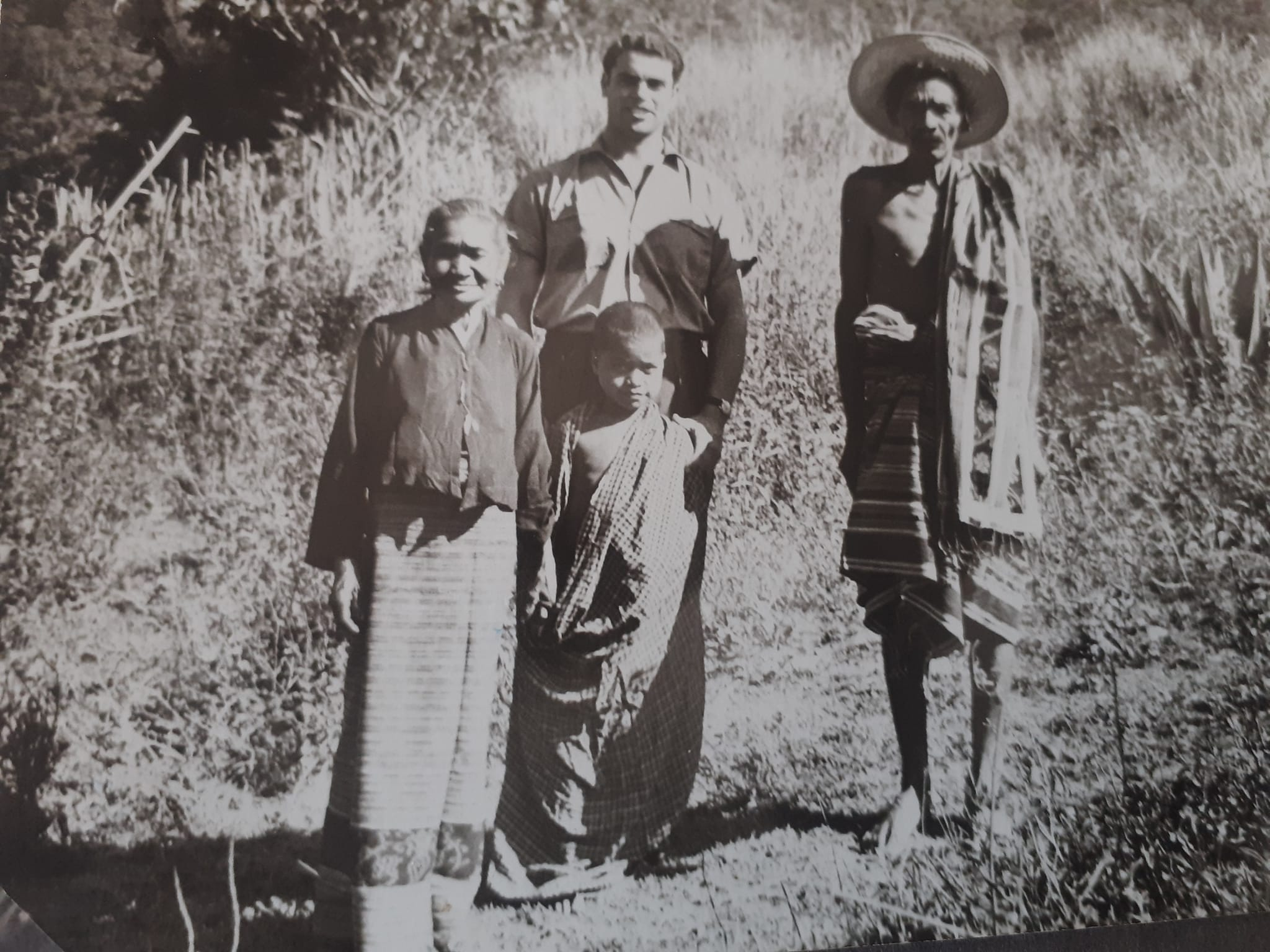
Timoresische Familie in Ossu mit einem portugiesischen Lehrer
(1960er Jahre)

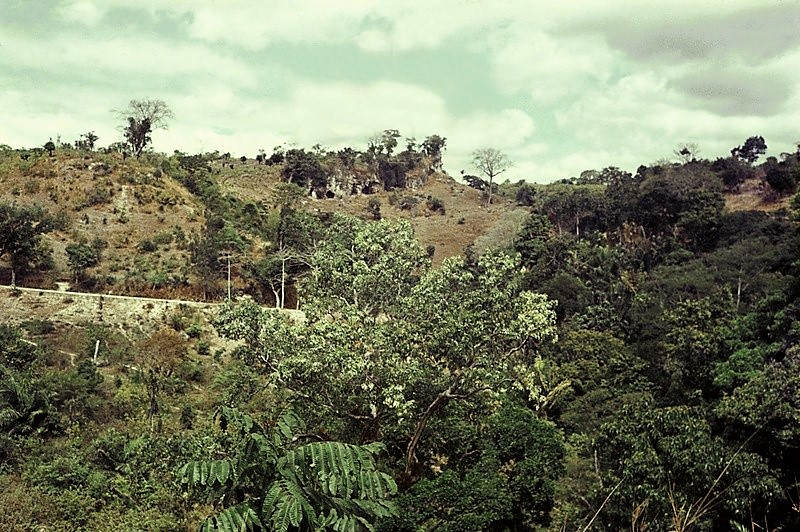
Furnas de guerreiros (Höhlen der Krieger), Ossu (1966)

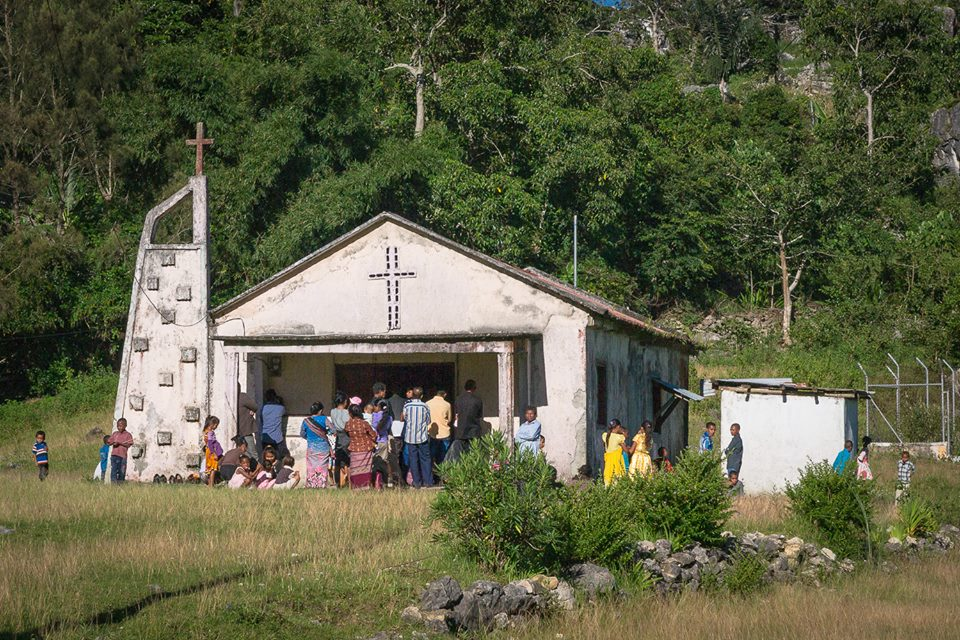
Kirche von Kaiwati (Caiwati)

Historisch teilte sich das Verwaltungsamt in die Reiche Ossu und Ossorua, die jeweils von einem Liurai regiert wurden. Diese Teilung wurde durch zwei heilige Häuser (Oma-da'a) auf dem Berg Ossu Umurapa symbolisiert. Eines auf dem westlichen und eines auf dem östlichen Gipfel. Der Berg liegt im Zentrum des Verwaltungsamts.
1939 wurde im Ort Ossu eine Mission mit einer kleinen Schule eröffnet. Hier ging der spätere Staatspräsident Francisco Guterres auch zwischen 1963 und 1969 an die St. Teresina Schule der Salesianer Don Boscos. 1973 betreute Guterres die Schule für ein Jahr. Auch der spätere Bischof von Dili Carlos Filipe Ximenes Belo SDB besuchte die St. Teresina Schule.
Als die Japaner 1942 Timor besetzten, flohen die Einwohner Ossus und Ossoruas in die Berge. Zu dieser Zeit gab es drei lokale Führer. Dom Paulo de Freitas de Silva war der Herrscher von Ossorua und ein Nachkomme der Topasse. Er unterstützte die australischen Spezialeinheiten, die in der Schlacht um Timor in Guerillataktik gegen die Japaner kämpften. Am 10. Februar 1943 wurde er nach Australien evakuiert. Dom Francisco de Sousa e Costa (Bosi-Leki) aus Ossu de Cima hatte, wie Dom Paulo, die Missionarsschule besucht. Auch er beteiligte sich von den Bergen aus im Krieg gegen die Japaner und die Japan unterstützenden timoresischen Dörfer. Ebenfalls aus Ossu de Cima stammt Dom Joaquim da Costa Guterres, der zunächst mit seinen Anhängern ebenfalls in die Berge floh, sich aber dann auf die Seite Japans stellte. Das Verhältnis zwischen Dom Francisco und Dom Joaquim ist widersprüchlich überliefert. Dom Joaquim soll 1938 Dorfchef gewesen sein. Die portugiesischen Nachkriegsquellen bezeichnen ihn als chefe und Dom Francisco als den Herrscher (régulo). Der zur japanischen Propagandaeinheit in Ossu gehörende Tōru Maeda nennt Dom Joaquim im Gegensatz dazu als den Liurai von Ossu und Dom Francisco nur einen Adligen. Dies könnte auf einen Konflikt um die Herrschaft hindeuten. Andererseits existiert in Timor oft, nach dem Prinzip des Luliks, eine duale Teilung der Macht, in einen weltlichen und einen geistlichen Führer, die hier vorgelegen haben könnte. Die Japaner setzten bei ihrer Arbeit auf Dom Joaquim, dem sie zutrauten, Zehntausende auf ihre Seite zu führen.
Dom Joaquim kehrte um die Jahreswende 1942/43 wieder in den Ort Ossu zurück und besiegelte mit einem gemeinsamen Mahl mit den japanischen Agenten das Bündnis. Im Gegenzug erhielt er eine Garantie für die Sicherheit seines Clans. Ebenso kollaborierten sein Sohn Joaquim junior und sein Neffe Gaspar da Costa Guterres. Weitere Unterstützung in Ossu für Japan kam von der Oliveira-Familie, einer Mestiço-Familie, die in der kolonialen Administration Einfluss erlangt hatte (Die Tochter der Oliveiras war die Mutter des späteren osttimoresischen Politikers Francisco Lopes da Cruz). Bis zum Kriegsende stellte Dom Joaquim zehntausende Arbeitskräfte den Japanern zur Verfügung, lieferte tausende Wasserbüffel, führte Krieg gegen die australische Guerilla und seine Kinder unterstützten die japanische Propagandamaßnahmen. Es entstanden Straßen, Baracken, Saké-Fabriken und Farmen. Eine Kampfeinheit (Coluna Negra) wurde aufgestellt. Als Belohnung wurde er von den Japanern als höchster Herrscher vom Kreis São Domingos (er bestand aus den heutigen Gemeinden Viqueque und Baucau) behandelt.
1944 wurde die japanische Propagandaeinheit in Ossu mit einer Basis der regulären Streitkräfte und einem Posten der Militärpolizei (Kempeitai) ersetzt. Mit Hilfe eines Übersetzers aus Manado forderte die Kempeitai, dass jedes Haus einen Mann für Bauarbeiten abstellen müsse. Außerdem wurden Frauen, Wasserbüffel und Bananen gefordert. Ihre Forderungen untermauerten sie mit Gewalt. Dom Joaquim und Dom Christovão, Liurai von Venilale, wurden gefoltert. Mehrere Menschen wurden für kleinere Vergehen hingerichtet. Durch die Zwangsmaßnahmen kam es in dem Jahr in Ossu zu einer Hungersnot. Bei einem erneuten Besuch Maedas war Dom Joaquims Gesundheit schwer angeschlagen und er beklagte sich über die Kempeitai. Nach der Kapitulation der Japaner wurde Dom Joaquim von der portugiesischen Kolonialregierung festgenommen. Er wurde zu lebenslanger Haft auf Atauro verurteilt, wo er 1946 verstarb. Dom Francisco wurde für seinen Widerstand belohnt. Gaspar da Costa Guterres behielt die Herrschaft über ein kleines Territorium und wurde 1952 neuer Liurai von Ossu. Dom Joaquim junior wurde aus dem Ort vertrieben.

### Indonesische Besatzungszeit und Unabhängigkeit

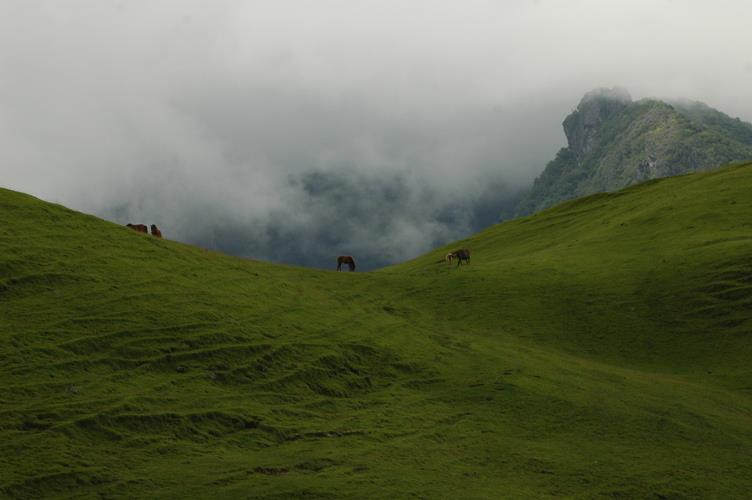
Tal von Lariguto

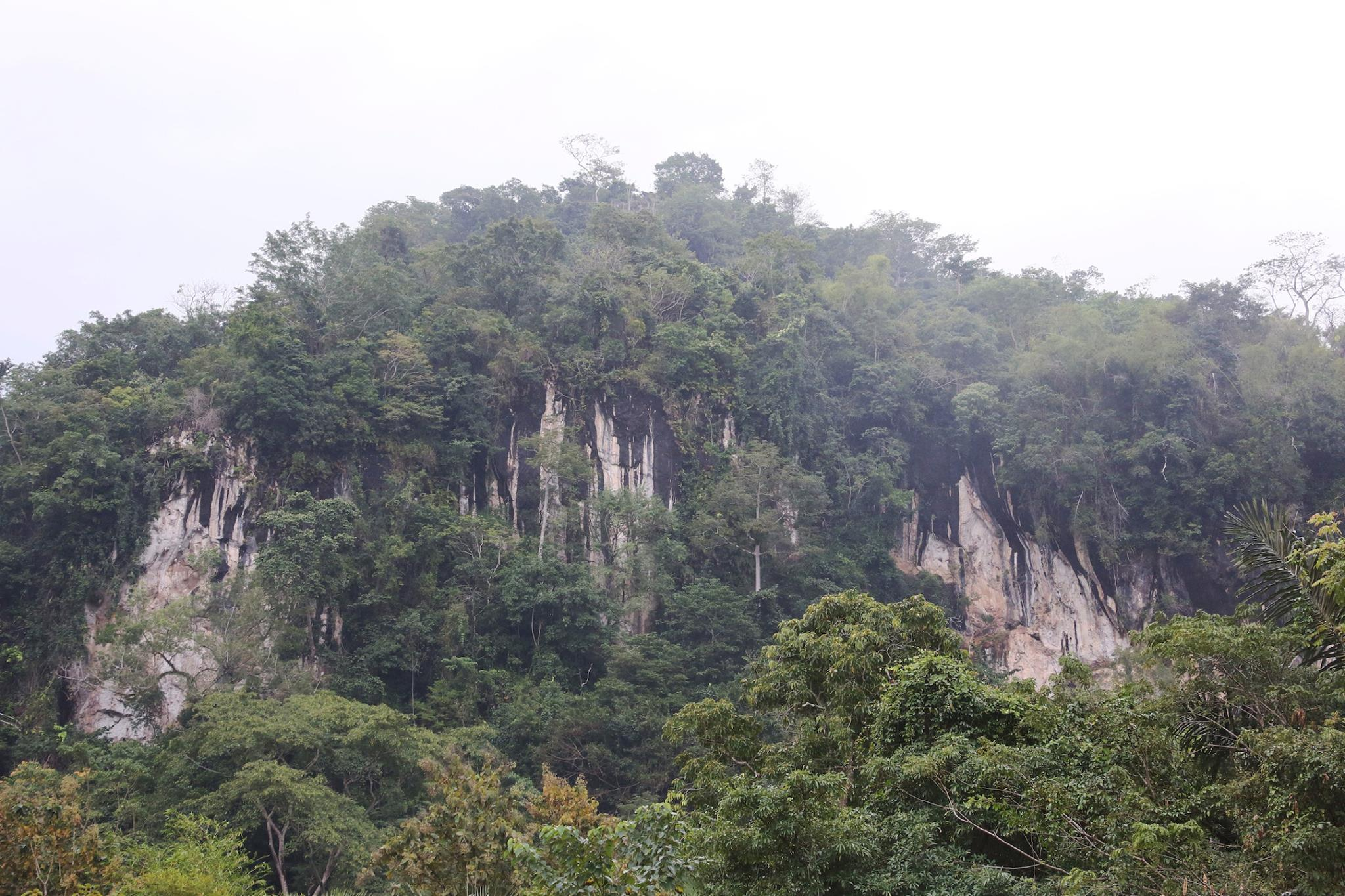
Die Klippen von Wasa Diga in Loi-Huno

Der Builo war ab 1976 ein Rückzugsgebiet der FALINTIL, die gegen die indonesischen Invasoren kämpfte. Hier gründete sie eine base de apoio, eine Widerstandsbasis, die Zuflucht für Flüchtlinge aus Ossu, Uato-Lari, der Stadt Viqueque, Uatucarbau und Baucau bot. Mitte 1977 entdeckte die indonesische Armee die base de apoio und griff sie an. Viele Zivilisten kamen dabei ums Leben. Einige flohen zum Matebian.
Ende 1979 gab es im Ort Ossu ein indonesisches Lager für Osttimoresen, die zur besseren Kontrolle von den Besatzern umgesiedelt werden sollten. Weitere sogenannte Transit Camps gab es in Buanurac (Suco Loi-Huno), Builale, Cai Uai Ho O (Kaiwatu, Suco Ossu de Cima) und Loi-Huno.
In Nahareca kam es am 10. August 1983 zu einem Schusswechsel zwischen FALINTIL-Kämpfern und dem  indonesischen 745. Battalion. Dabei wurde ein Osttimorese verwundet, gefangen genommen und später von den Indonesiern hingerichtet.
1983 traf der indonesische Gouverneur des besetzten Osttimors Mário Viegas Carrascalão im Tal von Lariguto erstmals den FALINTIL-Kommandanten Xanana Gusmão für direkte Gespräche.
Wasa Diga war zwischen 1989 und 1996 in Loi-Huno ein Zufluchtsort von Kämpfern der FALINTIL. Er wurde von der Guerilla für ihre Taktik „Konzentrieren und Zerstreuen“ verwendet. Unter anderem versteckten sich hier Taur Matan Ruak, Francisco Guterres und Falur Rate Laek. Die Guerillagruppe Caixa Bua Malos war für den Erhalt und die Verfügbarkeit des Unterschlupfs verantwortlich.

### Herrscher von Ossu
Die folgende Liste gibt die portugiesische Auffassung wieder, dass Dom Francisco während des Zweiten Weltkriegs der rechtmäßige Liurai war und nicht Dom Joaquim.
- Dom Pedro da Costa
- Urbano (Sohn)
- Naha-Uru (Sohn)
- Modo-Duu (Sohn)
- Dom Pedro Olo-Duu (Bruder)
- Dom Francisco da Costa (Bosi-Leki) (etwa 1900–1951) (Neffe)
- Gaspar da Costa Guterres/Gaspar da Silva Guterres (1952–1975; gestorben 1996) (Enkel von Dom Pedro Olo-Duu und Neffe von Dom Joaquim Costa Guterres)

## Politik
Der Administrator des Verwaltungsamts wird von der Zentralregierung in Dili ernannt. 2014 war Candido da Silva Administrator, 2015 Rui da Costa und 2016 Augusto de Sousa. Am 21. März 2024 wurde Feliciano da C. Guterres zum Administrator ernannt.

## Wirtschaft

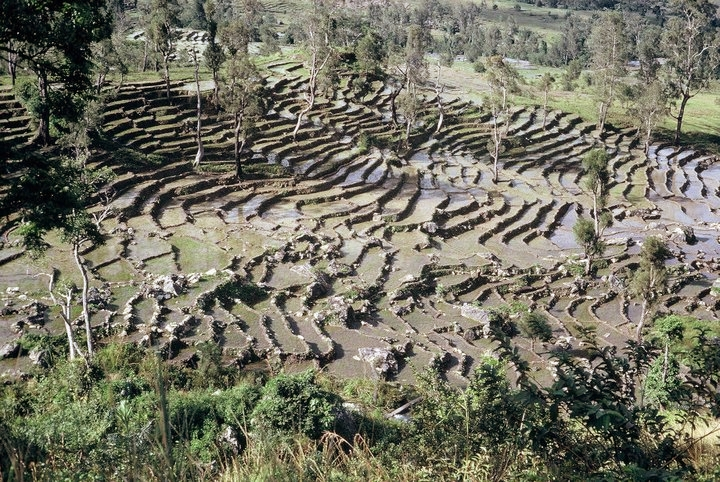
Reisfelder bei Ossu (1970)

49 % der Haushalte besitzen Kokosnusspalmen, 54 % bauen Maniok an, 52 % Mais, 43 % Reis, 42 % Gemüse und 18 % Kaffee. In Loi-Huno wird mit der Pousada de Loi-Huno ein Hoteldorf für Ökotourismus betrieben.

## Persönlichkeiten
- António Freitas Parada (* 1935 in Ossu), Lehrer und indonesischer Beamter und Politiker
- Francisco Guterres (* 1954), genannt Lú-Olo, Politiker der FRETILIN
- Falur Rate Laek (* 1955), Freiheitskämpfer und Offizier
- Julieta de Jesus Panau (* 1961 in Caileleti, Samaliu), Unabhängigkeitsaktivistin
- Francisca Guterres (1961–2022, Liaruca), Unabhängigkeitskämpferin
- Maria Rosa da Câmara (* 1962 in Samaliu), Politikerin
- João Francisco de Fátima (1969–2020), Marineoffizier
- Vicente da Silva Almeida (* 7. März 1972 in Darenau; † 2019), stellvertretender Direktor der Fakultät für Politikwissenschaften an der Universidade Nasionál Timór Lorosa’e.[24]
- João da Silva (* 1977), Marineoffizier